# Da staunste wohl, Herr Pohl
Da staunste wohl, Herr Pohl ist ein von Raivo Tammik komponierter und von Victor Bach getexteter deutschsprachiger Schlager und Musical-Song, der 1986 vom österreichischen Sänger Freddy Quinn veröffentlicht wurde.

## Entstehung
Wie mehrere Lieder auf dem Album Man ist so jung, wie man sich fühlt, ist auch dieses Lied dem volkstümlichen gleichnamigen Musical entnommen. Das Musical stammte von Victor Bach, die Musik von Lee Bless und Raivo Tammik – bei Da staunste wohl, Herr Pohl stammte die Musik von Raivo Tammik. Der Text stammte von Victor Bach und Frank McDonald. In diesem Musical spielte Freddy Quinn einen Abenteurer namens Joseph Romeo. Das Musical wurde am 6. September 1986 in der Stadthalle von Osterode am Harz uraufgeführt.

## Liedtext
Im Lied werden drei Grazien aus dem Lohnbüro besungen: „Bei Helga, Ruth und Anja ging alles durcheinander.“ In jeder Strophe wird ein Erlebnis einer der dreien erwähnt. „Die blonde Anja“ schrie bei einem Betriebsausflug: „Jetzt trinken wir Champagner!“ In der zweiten Strophe geht es um Herrn Pohl, dem „Chef vom Vorderhaus“, der die drei Grazien ausführte. Helga trank drei Gläser Wein und rief: „Wenn dass die die anderen wüssten“ und küsst daraufhin den Prokuristen. In der dritten Strophe geht es um die schüchterne und kleine Ruth. Nachdem sie eine Operette im Fernsehen gesehen hatte, fand sie „nicht mehr ins Bette“. „Sie schlich zur Nachbars Tür hinein und trank mit ihm ein Fläschchen Wein und seufzte: Jetzt will ich’s von dir wissen.“ Im Refrain wird jeweils Herr Pohl erwähnt: „Da staunste wohl, Herr Pohl – wer hätte das gedacht, dass uns das Stück zum Glück noch so viel Freude macht. Wir alle singen, springen, tanzen heute Nacht, da staunste, wohl, Herr Pohl, wer hätte das gedacht.“

## Veröffentlichung
1986 wurde Da staunste wohl, Herr Pohl auf dem Studioalbum Man ist so jung, wie man sich fühlt veröffentlicht. Das Album wurde im Musiklabel Esperanza unter der Katalognummer 2896 807 auf Schallplatte unter der Rechtegesellschaft Gesellschaft für musikalische Aufführungs- und mechanische Vervielfältigungsrechte veröffentlicht.
Unter der Katalognummer 2896 530 erschien das Album auf Compact Disc, die Herstellung der Compact Disc erfolgte durch PolyGram. Auf Kompaktkassette erschien das Album unter der Katalognummer 3491 284. Das Album wurde bei den Union Studios in München mit dem Tontechniker Bruno Gebhard aufgenommen. In Polen erschien das Album im selben Jahr im Musiklabel Silver-Ton unter der Katalognummer ST-739 als inoffizielle Veröffentlichung.
Im Musiklabel LaserLight Digital erschien das Album im Jahr 1988 unter der Katalognummer 15 084 auf Compact Disc erneut.